# Bundesgefängnis ADX Florence

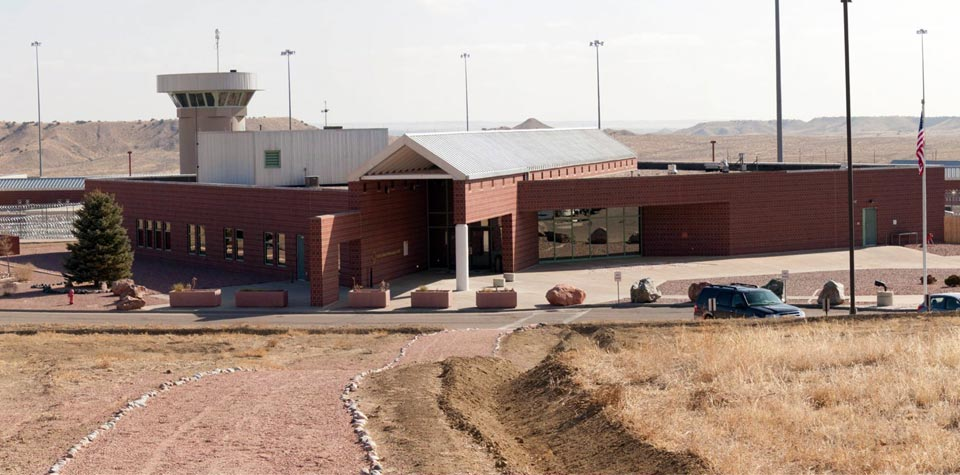
Außenaufnahme des ADMAX Florence

Das Bundesgefängnis ADX Florence (offiziell engl. United States Penitentiary, Administrative Maximum Facility, kurz USP Florence ADMAX oder ADX Florence) ist eine Hochsicherheitsstrafanstalt des US-amerikanischen Justizministeriums am südlichen Ortsrand von Florence im Bundesstaat Colorado, die den sogenannten Supermax-Standard erfüllt. Die vom Federal Bureau of Prisons betriebene Haftanstalt gilt als das sicherste zivile Gefängnis der Vereinigten Staaten und dient der Unterbringung von 300 bis 400 besonders gefährlichen männlichen Straftätern.
Das Gefängnis hat keinen Todestrakt mehr.

## Entstehung

### Das Florence ADMAX

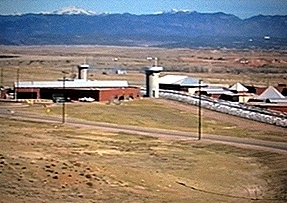
Das Gelände des ADX Florence

Die Abkürzung ADMAX oder auch ADX steht für Administrative Maximum als maximale Sicherheitsstufe des US-Strafvollzuges. Die US-Amerikaner gaben der Strafanstalt die Beinamen „Alcatraz in den Rockies“ und „Big One“. In der Klassifikation des US-amerikanischen Gefängnissystems wird das Gefängnis als „Administrative Security“ eingestuft. Betrieben wird die Strafvollzugseinrichtung vom Bureau of Prisons, der Strafvollzugsbehörde der US-amerikanischen Bundesregierung. Laut einem Eintrag im Guinness-Buch der Rekorde ist das ADMAX Florence das sicherste Gefängnis der Welt.
Die Strafanstalt wurde 1994 als Reaktion auf den Mord an zwei Strafvollzugsbediensteten (siehe hierzu auch Thomas Silverstein) im als „Maximum Security“ klassifizierten Bundesgefängnis Marion für 60 Millionen Dollar errichtet.
Heute wird das USP Florence ADMAX als staatliche Hochsicherheitsverwahrung betrieben und beherbergt 300 bis 400 als besonders gefährlich eingestufte Häftlinge, wie Terroristen und Serienmörder, sowie Häftlinge, die während ihrer vorherigen Haftzeit Mitgefangene und Strafvollzugsbeamte attackiert oder ermordet haben. Es ist eines von drei Gefängnissen des Florence Correctional Complex (FCC).

### Weitere Gefängnisse des Florence Correctional Complex
Seit 1993 ist das Hochsicherheitsgefängnis United States Penitentiary, Florence High Teil des gleichen Gebäudekomplexes wie das USP Florence ADMAX und wird ebenfalls vom Federal Bureau of Prisons verwaltet. Dennoch handelt es sich um zwei separate Einrichtungen mit unterschiedlichen Sicherheitsstandards. Im USP Florence High sind etwa doppelt so viele Häftlinge untergebracht wie im USP Florence ADMAX.
Innerhalb des Komplexes gibt es auch ein Gefängnis der mittleren Sicherheitsstufe, das Federal Correctional Institution, Florence, kurz FCI Florence, in dem über 1.000 Häftlinge inhaftiert sind. Das FCI Florence verfügt zusätzlich über ein separates Außenlager mit über 300 Plätzen der geringsten Sicherheitsstufe.

## Haftbedingungen

Design der Zellen

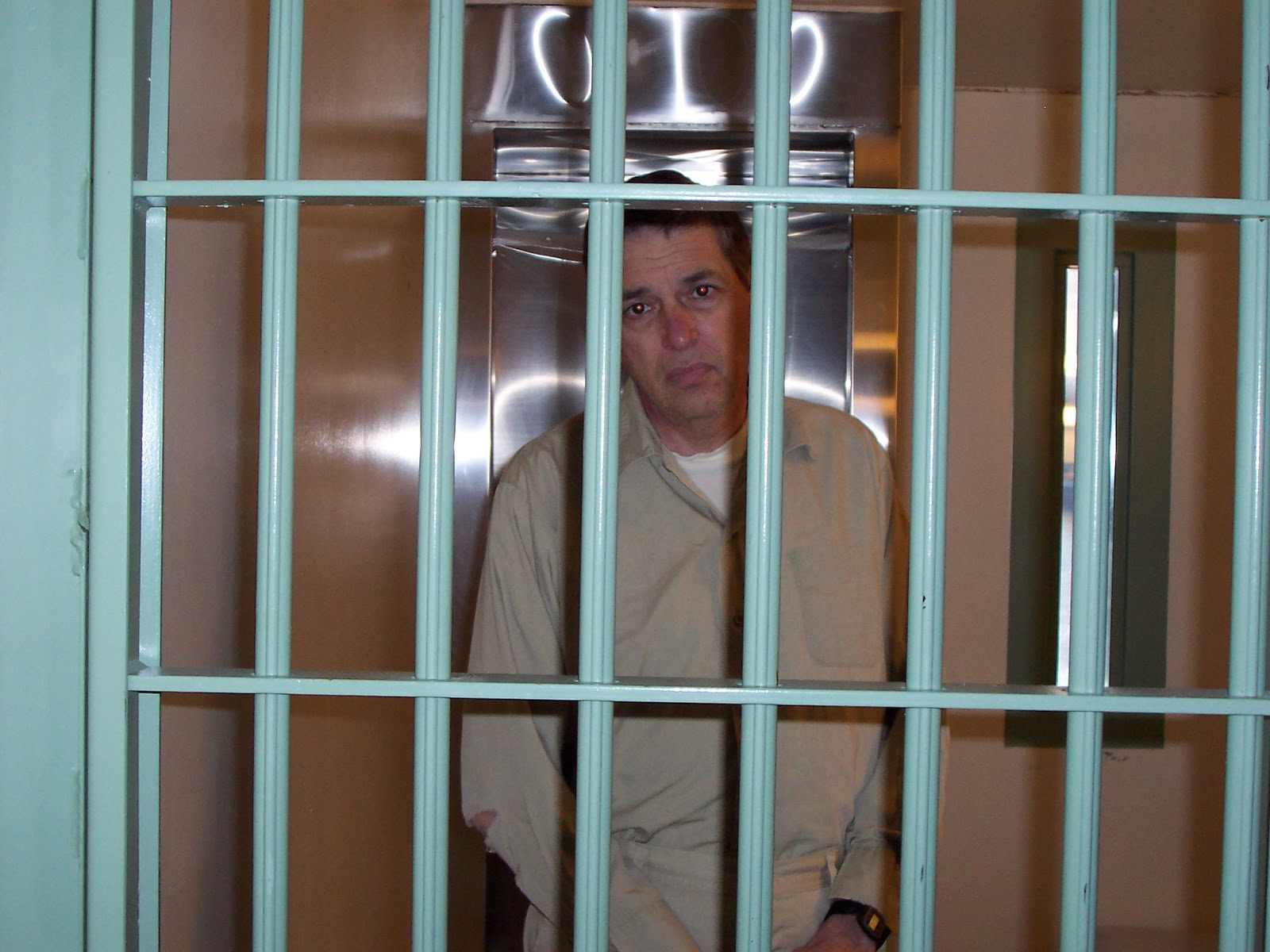
Der ehemalige Doppelagent
Robert Hanssen im ADX

Die Haftbedingungen im Supermax Florence werden häufig als Isolationshaft bezeichnet, weil die Gefangenen nur wenig Kontakt zur Außenwelt und zu ihren Angehörigen unterhalten dürfen.
Eine Standardzelle im Supermax Florence ist mit einem im Boden verankerten Stuhl, einem unverrückbaren Betontisch sowie einem Bett, einer Toilette, einer zeitgesteuerten Dusche, einem Spiegel aus poliertem Stahl und einem Zigarettenanzünder ausgestattet. Alle Möbel mit Ausnahme des Spiegels bestehen aus Stahlbeton. Einige Zellen verfügen über ein Fenster an der Decke, sodass die Häftlinge nur den Himmel sehen können.
Bis auf zwei besondere Bereiche verfügen alle Zellen über ein standardisiertes Fernsehgerät. Telefongespräche dürfen mit 30 vordefinierten Rufnummern geführt werden. Persönlicher Besitz in den Zellen ist stark eingeschränkt und auf ein Volumen von maximal 85 Liter (genauer: 3 ft³) begrenzt – also ungefähr ein 90 cm langes Regal mit 30 cm Tiefe und 30 cm Höhe. Rechtsunterlagen dürfen sich nur auf aktuelle Fälle beziehen.
Arbeiten (einfache Stanzarbeiten) ist den Insassen nur in Abhängigkeit von ihrer Sicherheitsstufe erlaubt. Die Inhaftierten verbringen pro Tag 23 ½ Stunden in ihrer Zelle, in der sie täglich siebenmal gezählt werden. Das Essen wird in den Zellen ausgegeben, um Kontakte der Häftlinge untereinander zu verhindern. Um in ein weniger restriktives Gefängnis verlegt zu werden, müssen Häftlinge sich mehrere Jahre regelkonform verhalten.
Für Häftlinge wie für Besucher gilt eine strenge Kleiderordnung: Andeutende bzw. freizügige Kleidungsstücke oder zu knapp geschnittene wie Shorts oder Tops sind verboten; Büstenhalter müssen drahtlos sein. Pro Monat sind fünf Besuche für je bis zu sieben Stunden nur an bestimmten Tagen möglich.
Die Sicherheitstechnik fällt unter US Defense Top Secret und ist nur teilweise bekannt. Der Architekt John Quest sprach zur Eröffnung von 1400 Sicherheitstüren, mehreren tausend Bewegungsmeldern, wärmebildgebenden Verfahren und mehrreihigen Elektrozäunen. Das ADMAX Florence ist damit das erste Gefängnis, das komplett nach dem Supermax-Standard gebaut wurde.

## Bekannte Insassen

### Berühmte Häftlinge
Zu den bekanntesten Insassen (mit eigenem deutschsprachigem Eintrag) gehören:
| Name                               | Register-Nummer | Status                                                                                          | Details |
| ---------------------------------- | --------------- | ----------------------------------------------------------------------------------------------- | --- |
| El Chapo (* 1957)                  | 89914-053       | 2019 zu einer lebenslangen Haftstrafe plus 30 zusätzlichen Jahren verurteilt                    | El Chapo, mit bürgerlichem Namen Joaquín Archivaldo Guzmán Loera, wurde als Drogenboss des Sinaloa-Kartells in einem fünfmonatigen Prozess 2019 in zehn Anklagepunkten schuldig gesprochen. Er wurde zu einer lebenslangen Haftstrafe plus 30 Jahre verurteilt, unter anderem wegen Beteiligung an einer Verbrecherorganisation sowie wegen Herstellung und internationaler Verbreitung von Kokain, Heroin, Methamphetamin und Marihuana. Die Anklagepunkte Geldwäsche und Schusswaffengebrauch kamen noch hinzu. |
| Dandeny Muñoz Mosquera (* 1965)    | 37459-053       | 1994 zu 10 lebenslänglichen Haftstrafen plus 45 zusätzlichen Jahren verurteilt                  | Der auch „La Quica“ genannte Mosquera war ein Drogenhändler und Auftragsmörder des Medellín-Kartells und der ehemalige Hauptvollstrecker von Pablo Escobar. Er wurde am 19. Dezember 1994 vom Bundesbezirksgericht in Brooklyn zu zehn lebenslangen Haftstrafen plus 45 zusätzlichen Jahren verurteilt. Einer der Hauptanklagepunkte war die Ermordung zweier US-Bürger an Bord eines Verkehrsflugzeugs. Mittlerweile in der United States Penitentiary Atwater.                                                  |
| Eric Rudolph (* 1966)              | 18282-058       | 2005 zu vier lebenslangen Haftstrafen verurteilt                                                | Als Attentäter und Mitglied der fundamentalistischen Extremistengruppe Army of God wurde Rudolph 2005 für vier Bombenanschläge, die er ab 1994 begangen hatte, verurteilt. Darunter war auch der Bombenanschlag bei den Olympischen Spielen 1996 mit zwei Todesopfern und 111 Verletzten. Vor dem Prozess war er bereits für die Bombardierung einer Abtreibungsklinik, bei der ein Polizist getötet und eine Krankenschwester verstümmelt worden waren, zu lebenslanger Haft verurteilt worden.                  |
| Ramzi Ahmed Yousef (* 1967)        | 03911-000       | 1997 zu lebenslänglicher Haftstrafe plus 240 zusätzlichen Jahren verurteilt                     | Der in Kuwait geborene islamistische Terrorist war einer der Drahtzieher des Bombenanschlags auf das World Trade Center 1993. Außerdem war er für den Bau der Bombe sowie die Sprengung des Philippine-Airlines-Fluges 434 am 10. Dezember 1994 verantwortlich. Nach dem Anschlag floh Yousef nach Pakistan, wo er 1995 festgenommen wurde. Er wurde an die USA ausgeliefert und dort 1997 verurteilt. |
| Zacarias Moussaoui (* 1968)        | 51427-054       | 2006 zu einer lebenslangen Freiheitsstrafe verurteilt                                           | Der aus Marokko stammende islamistische Terrorist mit französischer Staatsbürgerschaft wurde 2006 für seine Beteiligung an den Terroranschlägen am 11. September 2001 als Mitglied von al-Qaida zu lebenslanger Haft verurteilt. |
| Kaboni Savage (* 1975)             | 58232-066       | Das Todesurteil wurde 2024 durch US-Präsident Biden in eine lebenslange Haftstrafe umgewandelt. | Kaboni Savage ist ein verurteilter Mörder und Drogendealer. Er wurde 2013 zum Tode verurteilt, nachdem er vom Gefängnis aus einen Mordanschlag auf den Kronzeugen Coleman angeordnet hatte. Außer Coleman starben bei dem Anschlag mit einer Brandbombe zwei Erwachsene und vier Kinder unter 15 Jahren. |
| Umar Farouk Abdulmutallab (* 1986) | 44107-039       | 2012 zu vier lebenslangen Haftstrafen plus 50 zusätzlichen Jahren verurteilt                    | Der in den Medien als „Unterhosenbomber“ bezeichnete Abdulmutallab ist ein aus Nigeria stammender islamistischer Terrorist, der mit Anwar al-Awlaki in Verbindung stand und der al-Qaida zugerechnet wird. Er hatte 2009 die Absicht, den Northwest-Airlines-Flug 253, einen mit 289 Menschen besetzten Passagierflug, in die Luft zu sprengen. Die Bombe hatte er in seiner Unterhose an Bord geschmuggelt; sie zündete jedoch nicht.                                                                            |
| Dschochar Zarnajew (* 1993)        | 95079-038       | 2013 zum Tode verurteilt                                                                        | US-amerikanischer Terrorist, der 2013 gemeinsam mit seinem älteren Bruder Tamerlan Zarnajew den Anschlag auf den Boston-Marathon verübte. Die Brüder platzierten zwei Bomben im Zielbereich, durch die drei Menschen ums Leben kamen und 260 weitere verletzt wurden. Der Oberste Gerichtshof der Vereinigten Staaten erklärte das Verhängen der Todesstrafe 2022 für rechtmäßig, nachdem das United States Court of Appeals das Todesurteil zuvor aufgehoben hatte.                                              |
| Terry Nichols (* 1955)             | 08157-031       | 1998 zu 161 lebenslangen Haftstrafen verurteilt                                                 | 1995 verübte er zusammen mit Timothy McVeigh den Bombenanschlag auf das Murrah Federal Building, bei dem in Oklahoma City 168 Menschen starben. |

### Bekannte, bereits verstorbene Häftlinge
Zu den bekanntesten, bereits verstorbenen Insassen zählen:
| Name                           | Register-Nummer | Status | Details |
| ------------------------------ | --------------- | --- | --- |
| Theodore Kaczynski (1942–2023) | 04475-046       | 1998 zu acht lebenslangen Haftstrafen verurteilt und 2021 in das Federal Medical Center, Butner (North Carolina) verlegt | Kaczynski – der „Unabomber“ – war ein ehemaliger Mathematikprofessor, Anarchist und Terrorist. Zwischen 1978 und 1995 verschickte er Briefbomben an Universitäten und Fluggesellschaften in den USA, die mindestens drei Menschen töteten und weitere 23 verletzten. Am 3. April 1996 wurde Kaczynski in einer Holzhütte in Montana verhaftet. Er hatte ein Jahr zuvor ein „Manifest“ veröffentlicht, das von mehreren Zeitungen gedruckt wurde und dem das FBI Hinweise entnehmen konnte, die zu seiner Festnahme führten. |
| David Eden Lane (1938–2007)    | 12873-057       | 1985 zu 190 Jahren Haft verurteilt                                                                                       | Betrüger und verurteilter Neo-Nazi mit führender Rolle bei der White Supremacy und Mitgliedschaft im Ku-Klux-Klan. Lane wurde als Begründer des Slogans Fourteen Words bekannt. Er wurde für die Ermordung des jüdischen Anwalts und Radiomoderators Alan Berg (1984) verurteilt. |
| Anthony Casso (1942–2020)      | 16802-050       | 1998 zu 455 Jahren Haft verurteilt                                                                                       | Mafioso und ehemaliger Underboss der Lucchese-Familie, der ab 1993 zunächst als Pentito mit der Polizei zusammen arbeitete. 1998 wurde er aus dem Zeugenschutzprogramm entfernt, nachdem er unter anderem Schmiergelder kassiert und Falschaussagen gemacht hatte. Casso starb 2020 in Folge einer Nierenerkrankung mit Komplikationen durch COVID-19. |
| Robert Hanssen (1944–2023)     | 48551-083       | 2001 zu 15 lebenslangen Haftstrafen verurteilt                                                                           | Der ehemalige Mitarbeiter des FBI wurde als Doppelagent wegen Spionage, die er ab 1979 für mehr als 20 Jahre im Auftrag der Sowjetunion begangen hatte, verurteilt. Der ehemalige Mitarbeiter der FBI-Spionageabwehr war von sich aus mit dem russischen Geheimdienst Glawnoje Raswedywatelnoje Uprawlenije in Kontakt getreten und hatte sich als „Maulwurf“ angeboten. |
| Barry Mills (1948–2018)        | 14559-116       | 2006 zu lebenslanger Haft verurteilt                                                                                     | Im Gefängnis wurde der ursprünglich wegen Raubes verturteilte Mills – auch „Der Baron“ genannt – zu einem der Anführer der Gefängnisgang Aryan Brotherhood. Im United States Penitentiary, Lewisburg ermordete er gemeinsam mit Tyler Bingham zwei schwarze Mitgefangene. Außerdem soll er weitere Gefängnismorde in Auftrag gegeben haben. Ab 2006 war Mills bis zu seinem Tod im ADX Florence inhaftiert. |
| Thomas Silverstein (1952–2019) | 14634-116       | 1971 inhaftiert, seit 1983 zu lebenslanger Freiheitsstrafe verurteilt                                                    | Silverstein wurde 1971 wegen eines Bankraubs inhaftiert und nahm eine führende Position in der Gefängnisgang Aryan Brotherhood ein. Während seiner Haft im United States Penitentiary Marion ermordete er 1983 den Strafvollzugsbeamten Merle Clutts. Da er auch für die Ermordung von zwei Mithäftlingen verantwortlich war, war Silverstein ab 1983 bis zu seinem Tod 34 Jahre später durchgehend in Isolationshaft untergebracht – länger als jeder andere Häftling in den USA.                                          |
| Timothy McVeigh (1968–2001)    | 12076-064       | 1997 zum Tode verurteilt und 2001 hingerichtet                                                                           | 1995 verübte McVeigh den Bombenanschlag auf das Murrah Federal Building, bei dem in Oklahoma City 168 Menschen starben. Er wurde 1997 zum Tod verurteilt und mit der Giftspritze hingerichtet. |
| Charles Harrelson (1938–2007)  | 02582-016       | 1979 zu zwei lebenslangen Haftstrafen verurteilt                                                                         | Harrelson wurde 1979 wegen des Mordes an dem amerikanischen Bundesrichter John H. Wood Jr. zu zwei lebenslangen Haftstrafe verurteilt. Nach einem gescheiterten Fluchtversuch 1995 wurde er in das ADX Florence verlegt und starb dort 2007 an den Folgen eines Herzinfarktes. |